# Pliciloricus pedicularis
Espèce
Pliciloricus pedicularis est une espèce de loricifères de la famille des Pliciloricidae.

## Distribution
Cette espèce a été découverte dans le bassin de l'Angola dans l'océan Atlantique Sud.

## Publication originale
- Gad, 2005 : A parthenogenetic, simplified adult in the life cycle of Pliciloricus pedicularis sp. n. (Loricifera) from the deep sea of the Angola Basin (Atlantic). Organisms Diversity & Evolution, vol. 5, (Supplement 1), p. 77-103.